# Premier League 2008-2009
Premier League 2008-2009 a fost cel de-al 17-lea sezon al Premier League de la fondarea ei în 1992.

## AFP Echipa anului
Echipa anului declarată de Asociația Fotbaliștilor Profesioniști

- Portar: Edwin van der Sar (Manchester United)
- Fundași: Glen Johnson (Portsmouth), Patrice Evra, Rio Ferdinand, Nemanja Vidić (toți Manchester United)
- Mijlocași: Steven Gerrard (Liverpool), Cristiano Ronaldo, Ryan Giggs (ambii Manchester United), Ashley Young (Aston Villa)
- Atacanți: Nicolas Anelka (Chelsea), Fernando Torres (Liverpool)

## Clasament
| Poz | Echipa                   | MJ | V  | E  | Î  | GM | GP | G   | Pct | Promovare sau retrogradare                                 |
| --- | ------------------------ | -- | -- | -- | -- | -- | -- | --- | --- | ---------------------------------------------------------- |
| 1   | Manchester United (C)    | 38 | 28 | 6  | 4  | 68 | 24 | +44 | 90  | Liga Campionilor UEFA 2009-10 Faza grupelor 1              |
| 2   | Liverpool                | 38 | 25 | 11 | 2  | 77 | 27 | +50 | 86  | Liga Campionilor UEFA 2009-10 Faza grupelor 1              |
| 3   | Chelsea                  | 38 | 25 | 8  | 5  | 68 | 24 | +44 | 83  | Liga Campionilor UEFA 2009-10 Faza grupelor 1              |
| 4   | Arsenal                  | 38 | 20 | 12 | 6  | 68 | 37 | +31 | 72  | Liga Campionilor UEFA 2009-2010 Runda playoff              |
| 5   | Everton                  | 38 | 17 | 12 | 9  | 55 | 37 | +18 | 63  | Liga Europa UEFA 2009–10 Runda playoff 1                   |
| 6   | Aston Villa              | 38 | 17 | 11 | 10 | 54 | 48 | +6  | 62  | Liga Europa UEFA 2009–10 Runda playoff 1                   |
| 7   | Fulham                   | 38 | 14 | 11 | 13 | 39 | 34 | +5  | 53  | UEFA Europa League 2009-2010 Runda a III-a de calificare 1 |
| 8   | Tottenham Hotspur        | 38 | 14 | 9  | 15 | 45 | 45 | 0   | 51  |                                                            |
| 9   | West Ham United          | 38 | 14 | 9  | 15 | 42 | 45 | −3  | 51  |                                                            |
| 10  | Manchester City          | 38 | 15 | 5  | 18 | 58 | 50 | +8  | 50  |                                                            |
| 11  | Wigan Athletic           | 38 | 12 | 9  | 17 | 34 | 45 | −11 | 45  |                                                            |
| 12  | Stoke City               | 38 | 12 | 9  | 17 | 38 | 55 | −17 | 45  |                                                            |
| 13  | Bolton Wanderers         | 38 | 11 | 8  | 19 | 41 | 53 | −12 | 41  |                                                            |
| 14  | Portsmouth               | 38 | 10 | 11 | 17 | 38 | 57 | −19 | 41  |                                                            |
| 15  | Blackburn Rovers         | 38 | 10 | 11 | 17 | 40 | 60 | −20 | 41  |                                                            |
| 16  | Sunderland               | 38 | 9  | 9  | 20 | 34 | 54 | −20 | 36  |                                                            |
| 17  | Hull City                | 38 | 8  | 11 | 19 | 39 | 64 | −25 | 35  |                                                            |
| 18  | Newcastle United (R)     | 38 | 7  | 13 | 18 | 40 | 59 | −19 | 34  | Retrogradare în 2009–10 Football League Championship       |
| 19  | Middlesbrough (R)        | 38 | 7  | 11 | 20 | 28 | 57 | −29 | 32  | Retrogradare în 2009–10 Football League Championship       |
| 20  | West Bromwich Albion (R) | 38 | 8  | 8  | 22 | 36 | 67 | −31 | 32  | Retrogradare în 2009–10 Football League Championship       |

Sursa: Premier League
Reguli de clasare: 
1) puncte; 2) diferența de goluri; 3) goluri marcate.
1Since both finalists of the FA Cup (Chelsea and Everton) and Manchester United (League Cup champions) qualified for the European competitions based on their league position, the sixth-placed team (Aston Villa) received a berth in the Europa League play-off round and the seventh-placed team (Fulham) received a berth in the Europa League third qualifying round.
POZ = Poziția în clasament; (C) = Campioană; (R) = Retrogradată; (P) = Promovată; (E) = Eliminată; (O) = Câștigătoare de play-off; (A) = Avansează în runda următoare. 
Aplicabil doar când sezonul nu este terminat: 
(Q) = Calificare în faza competiției indicată; (TQ) = Calificare în competiție, dar încă nu în faza indicată; (RQ) = Calificată în competiția de retrogradare indicată; (DQ) = Descalificată din competiție.

## Golgheteri
| Loc | Scor               | Club              | Goluri |
| --- | ------------------ | ----------------- | ------ |
| 1   | Nicolas Anelka     | Chelsea           | 19     |
| 2   | Cristiano Ronaldo  | Manchester United | 18     |
| 3   | Steven Gerrard     | Liverpool         | 16     |
| 4   | Robinho            | Manchester City   | 14     |
| 4   | Fernando Torres    | Liverpool         | 14     |
| 6   | Gabriel Agbonlahor | Aston Villa       | 12     |
| 6   | Darren Bent        | Tottenham Hotspur | 12     |
| 6   | Kevin Davies       | Bolton Wanderers  | 12     |
| 6   | Dirk Kuyt          | Liverpool         | 12     |
| 6   | Frank Lampard      | Chelsea           | 12     |
| 6   | Wayne Rooney       | Manchester United | 12     |